# Elecciones legislativas de Uruguay de 1919
El 27 de noviembre de 1919 se realizaron elecciones legislativas en Uruguay. Aunque el Partido Nacional obtuvo la mayor cantidad de diputados como partido único, las diversas facciones del Partido Colorado se apoderaron de la mitad de los diputados de la Cámara de Diputados.
La primera elección legislativa celebrada en Uruguay con sufragio «universal» masculino y «secreto» fue el 30 de julio de 1916. 

## Resultados
| Partido o lema     | Partido o lema                    | Votos   | %      | Diputados obtenidos |
| ------------------ | --------------------------------- | ------- | ------ | ------------------- |
| Partido Colorado   | Partido Colorado Batllista        | 55,623  | 29.53  | 40                  |
| Partido Colorado   | Partido Colorado Gral Rivera      | 13,129  | 6.97   | 9                   |
| Partido Colorado   | Partido Colorado Bandera Colorada | 12,293  | 6.53   | 7                   |
| Partido Colorado   | Unión Colorada                    | 11,612  | 6.17   | 7                   |
| Partido Colorado   | Listas Coloradas                  | 5,032   | 2.67   | 1                   |
| Partido Colorado   | Total                             | 97,689  | 51.87  | 64                  |
| Partido Nacional   | Partido Nacional                  | 71,538  | 37.98  | 56                  |
| Partido Nacional   | Partido Blanco                    | 11,982  | 6.36   | 0                   |
| Partido Nacional   | Total                             | 83,520  | 44.34  | 56                  |
| Partido Socialista | Partido Socialista                | 4,324   | 2.30   | 2                   |
| Unión Cívica       | Unión Cívica                      | 2,133   | 1.13   | 1                   |
| Partido Demócrata  | Partido Demócrata                 | 686     | 0.36   | 0                   |
| Total              | Total                             | 188,352 | 100.00 | 123                 |
| Fuente: Nohlen     |                                   |         |        |                     |